# Enriqueta Vila Vilar
Enriqueta Vila Vilar (1935) é uma política, historiadora e pesquisadora espanhola especializada em História das Américas.

## Biografia
Nascida em 1935 em Sevilha, obteve um doutoramento em História das Américas pela Universidade de Sevilha em 1972. Ela trabalhou como professora de pesquisa no Conselho Superior de Investigaciones Científicas (CSIC). Foi conselheira municipal de Sevilha em representação do Partido Andaluz (PA) e foi responsável pela área de Cultura do governo municipal de 1991 a 1995. Em 1995 tornou-se a primeira mulher numerária membro da Real Academia Sevillana de Buenas Letras, servindo como directora da sociedade de 2011 a 2014. Em janeiro de 2012 foi eleita para ocupar a vaga de membro numerário da Academia Real de História da Espanha deixada pelo falecimento de Juan Vernet; assumiu no dia 16 de dezembro de 2012, lendo um discurso intitulado Hispanismo e hispanización: el Atlántico como nuevo Mare Nostrum.